# Басов Іван Іванович
Басов Іван Іванович (рік народження та смерті невідомі) — революційний народник.

## Життєпис
Він народився в сім'ї донського козака. Вчився у Петербурзькому технологічному інституті. З середини 1871 року був зв'язаний з петербурзьким гуртком чайковців та відвідував пропагандистські збори серед робітників. Після закінчення інституту переїхав до Одеси та Києва та продовжував відвідувати збори робітників для пропаганди революційних ідей. Згодом його притягнули до дізнання за «процес 193-х». У 1878 році його арештували за революційну пропаганду в Катеринославській губернії. Після того, як він був звільнений з тюрми, він організував революційно-демократичний гурток в Києві. У зв'язку з наступаючою загрозою арешту у 1879 році він вирушив за кордон.